# Zaroug
 (janvier 2020).
Un Zaroug, ou zaruk, zarouk, zarouka, est un type de voilier traditionnel employé surtout en mer Rouge, sur les côtes du Yémen et du Hedjaz.

## Description
Le zaroug porte un ou deux mâts, gréés de voiles arabes. Il possède une étrave droite fortement inclinée et une poupe pointue.
Ses dimensions moyennes sont de 23 x 6 x 9,5 mètres et son tonnage dépasse rarement les 100 tonneaux.

## Utilisation
Le zaroug est le plus rapide des boutres. Il est utilisé pour le commerce et la pêche dans le golfe Persique et sur la côte orientale d'Afrique.
Sa vitesse en faisait le bateau favori des pirates, des contrebandiers et des trafiquants d'esclaves,.
L'écrivain Henry de Monfreid, connaisseur des embarcations de contrebandiers de la mer Rouge tenait en haute estime les qualités de vitesse des Zarougs et l'habileté manœuvrière des Zaranigs, pirates de la côte du Yémen : il signale notamment que ces marins - contrebandiers n'hésitaient pas à se porter entièrement à l'extérieur de l'embarcation, les pieds sur le plat-bord, en s'enroulant autour de la taille un filin frappé en tête de mât, leur permettant de "torcher de la toile" par vent très frais et de semer même le torpilleur des douanes de Djibouti.
Cette acrobatie très sportive et très efficace, (également pratiquée de façon ancestrale par d'autres peuples de marins notamment au Pacifique et dans l'océan Indien) a été reprise dans le domaine de la voile purement sportive par le régatier anglais Beecher Moore vers 1910 à bord des rapides voiliers anglais de pure régate "Thames Raters" (Jauge de la Tamise).
Avec l'adjonction d'une ceinture et d'un crochet par Peter Scott et Uffa Fox qui laminèrent la concurrence lors d'une grande régate de dériveurs 14 pieds internationaux en 1938 avant de voir leur innovation bannie pour une quinzaine d'années par les autorités sportives britanniques. On en arriva au trapèze moderne, universellement adopté sur les actuels dériveurs légers et les catamarans de sport.